# Кахулуј
Кахулуи (енгл. Kahului) насељено је место за статистичке потребе у америчкој савезној држави Хаваји. По попису становништва из 2010. у њему је живело 26.337 становника.

## Демографија
Према попису становништва из 2010. у граду је живело 26.337 становника, што је 6.191 (30,7%) становника више него 2000. године.
| Група             | 2000.          | 2010.          |
| Белци             | 1.733 (8,6%)   | 2.265 (8,6%)   |
| Афроамериканци    | 49 (0,2%)      | 111 (0,4%)     |
| Азијати           | 10.803 (53,6%) | 13.992 (53,1%) |
| Хиспаноамериканци | 1.763 (8,8%)   | 2.484 (9,4%)   |
| Укупно            | 20.146         | 26.337         |